# Symra kino
Symra kino er en biograf i Lambertseter i Oslo, Norge, og ligger på Cecilie Thoresens vei 23. Biografen ejes af Oslo Kino, og er deres eneste biograf udenfor Oslos centrum. Biografen har én sal med 429 siddepladser.